# 袖ケ浦公園
座標: 北緯35度25分10.51秒 東経139度59分28.88秒 / 北緯35.4195861度 東経139.9913556度
袖ケ浦公園（そでがうらこうえん）は、千葉県袖ケ浦市飯富にある公園。

## アクセス
- バス：JR袖ケ浦駅より路線バス「平川行政センター行」（日東交通）に乗車、「袖ケ浦公園前」で下車。
- 車：無料駐車場有（大型車、中型車は有料）

## 公園内の主な施設
公式サイトに拠る。
- 袖ケ浦市郷土博物館
- 袖ケ浦市立アクアラインなるほど資料館
- 旧：進藤家住宅 - 江戸末期に代官をつとめた進藤家の住居であり、上層農家の生活様式を伝える建造物。
- 万葉植物園（万葉の里）- 万葉集に詠まれた約160種の植物のうち、105種を観察できる。
- 展望台
- 菖蒲園 - 3,600m2の園に50種15,000株の花菖蒲が咲く。開花時季には団体客も多い。
- せせらぎ
- 遊魚池 - 天然石を生かした日本庭園風。白鳥や錦鯉などが観察できる。
- アドベンチャーキッズ - すべり台を中心とした大型遊具。
- 花のテラス
- 園内にはライブカメラ2台が設置され、園内の様子を観測できる。

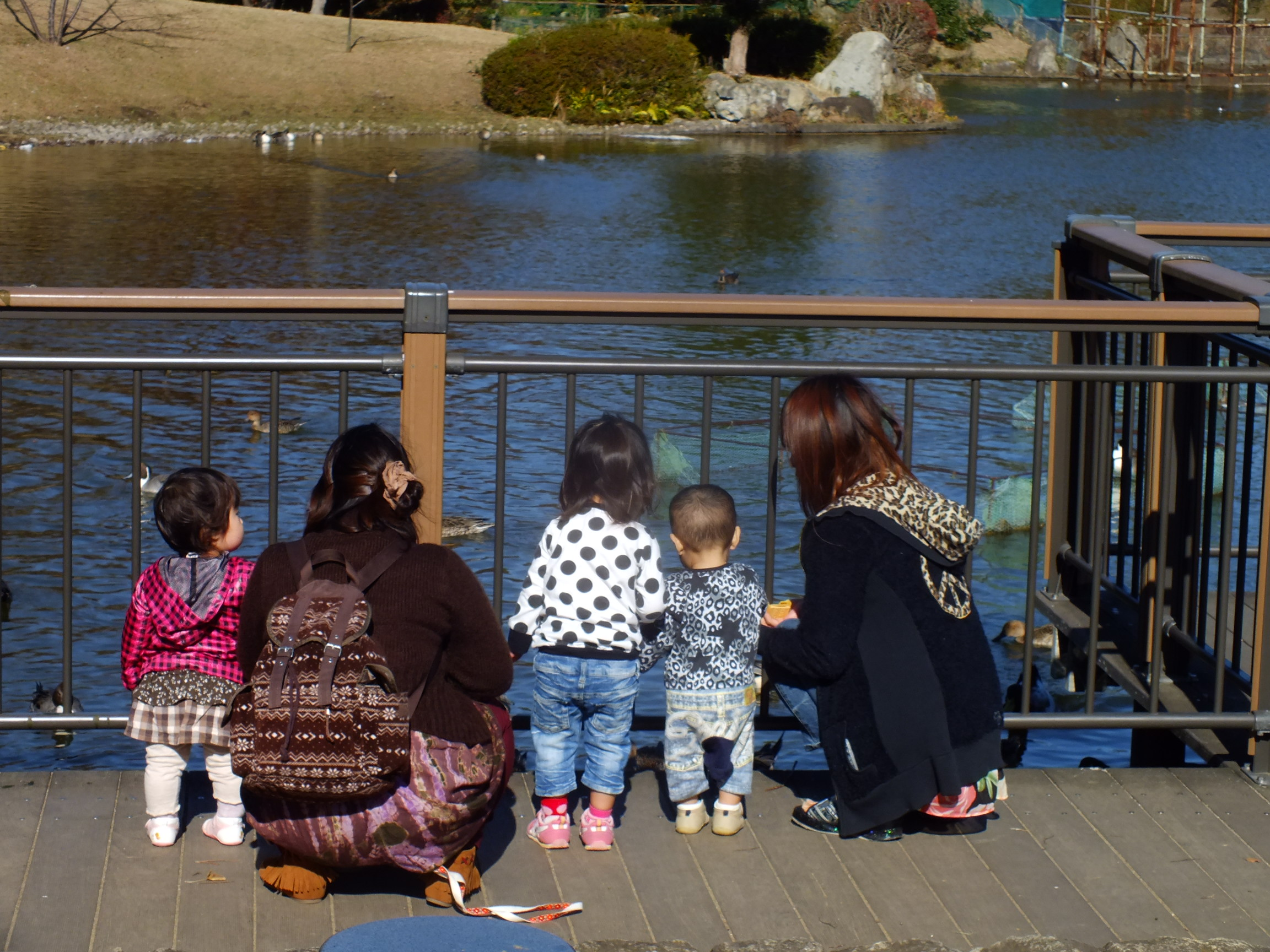
さまざまな野鳥が手軽に観察できる池。
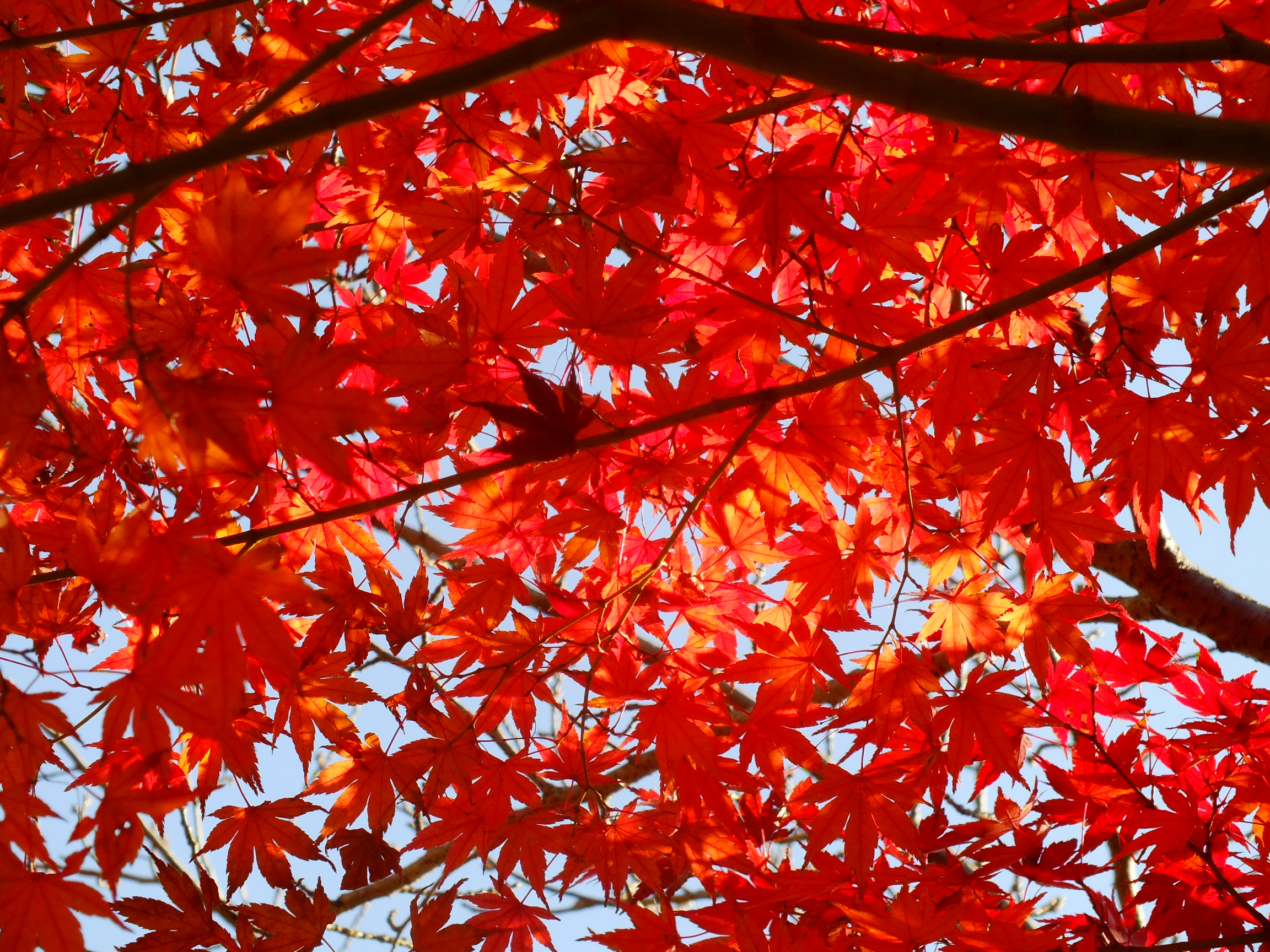
晩秋の袖ヶ浦公園は紅葉も多い。
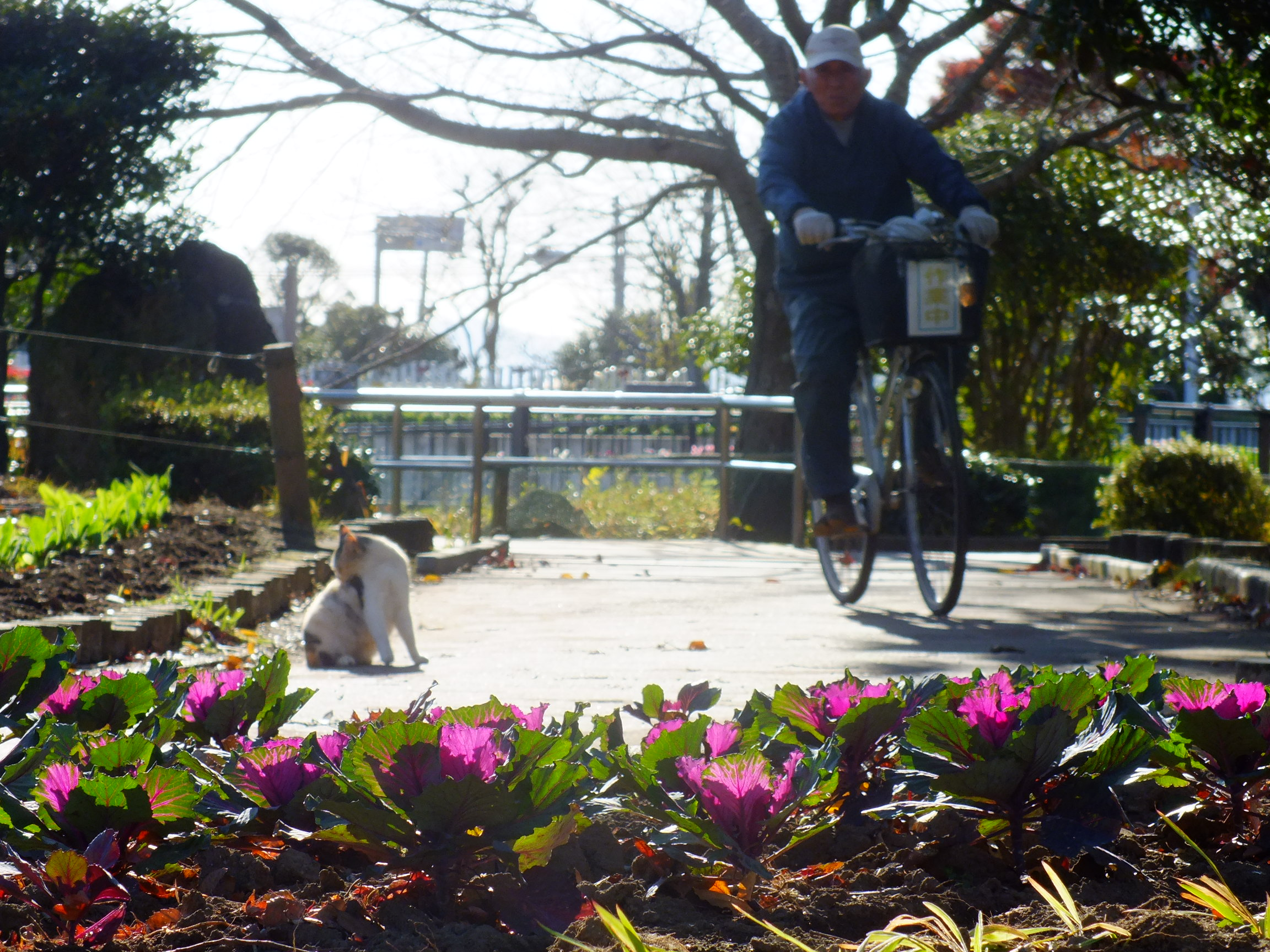
よく手入れされ四季の草花が鑑賞できる園路。

## 野良猫

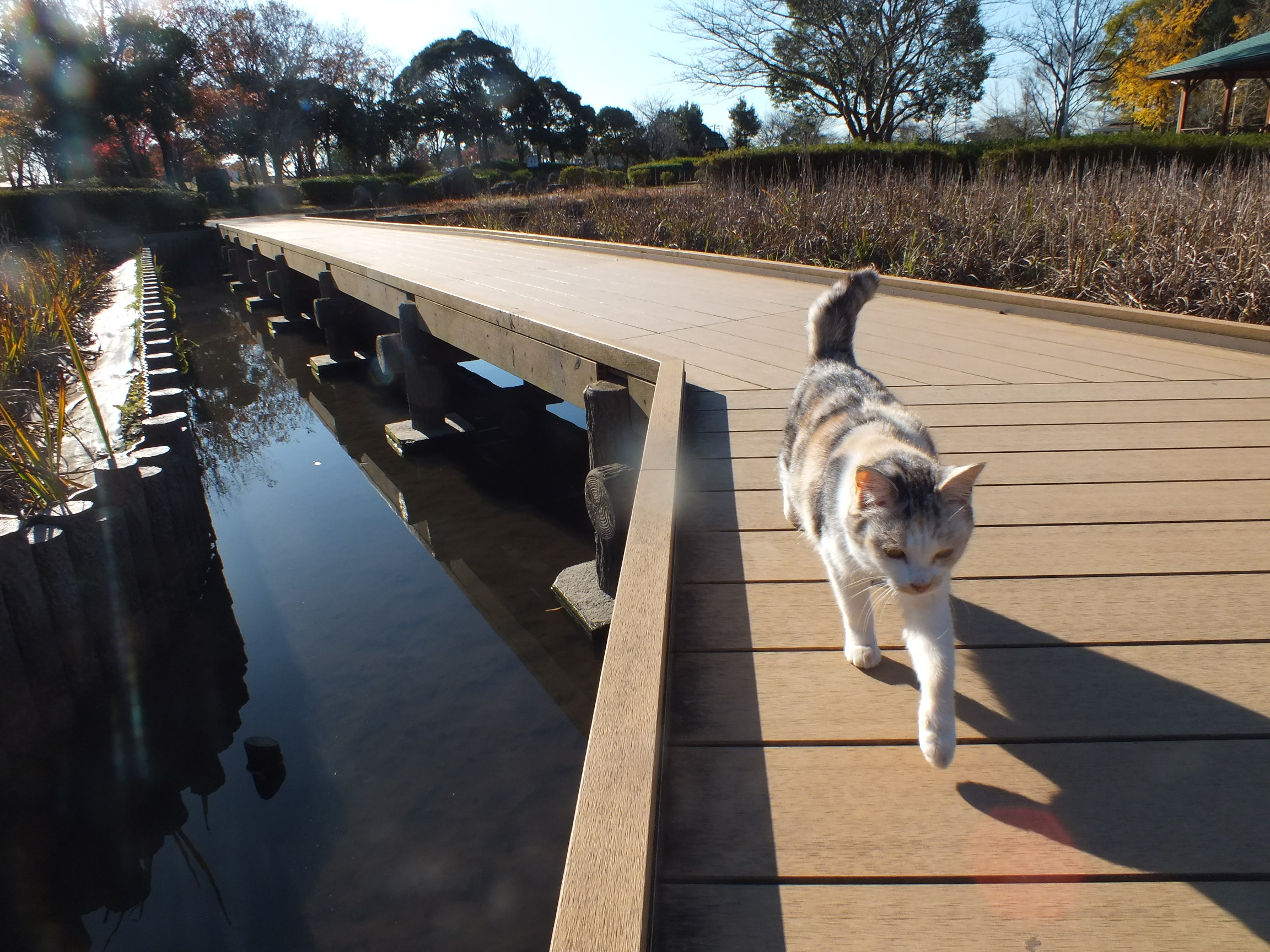
花菖蒲園と猫

園内には野良猫が多い。2005年頃から増え始め、2015年の時点では100匹以上がいると推定されており、去勢・避妊手術やパトロール、警告看板など、市と管理組合は対応に苦慮している。

## 周辺
- 県道143号南総昭和線
- 袖ケ浦市農畜産物直売所（ゆりの里）
- 袖ケ浦市社会福祉センター
- 袖ケ浦市老人福祉会館
- 袖ケ浦市立根形公民館
- 袖ケ浦健康づくり支援センター（ガウランド）